# Body Heat
Body Heat là một bộ phim điện ảnh thuộc thể loại giật gân khiêu dâm và neo-noir của Mỹ công chiếu năm 1981 do Lawrence Kasdan làm đạo diễn kiêm viết kịch bản (đây cũng là tác phẩm đạo diễn đầu tay của Kasdan). Phim có sự tham gia diễn xuất của William Hurt, Kathleen Turner, Richard Crenna, Ted Danson, J. A. Preston và Mickey Rourke. Tâc phẩm được xây dựng lấy cảm hứng từ phim Double Indemnity (1944). Body Heat đã trở thành bệ phóng sự nghiệp của Turner. Năm 1995, tạp chí Empire từng nhắc đến bộ phim và tôn vinh Turner là một trong "100 ngôi sao quyến rũ nhất lịch sử điện ảnh". Năm 2005, tờ The New York Times nhận định Turner xứng đáng với danh hiệu đó bởi "màn diễn xuất điện ảnh đầu tay đáng kinh ngạc [trong] Body Heat... cô ấy đã xây dựng sự nghiệp dựa trên sự liều lĩnh và tình dục trần trụi được tạo nên bởi hình thể khỏe mạnh."

## Cốt truyện
Trong một đợt nắng nóng đặc biệt gay gắt ở Florida, một nam luật sư ở trung tâm Florida tên là Ned Racine gặp gỡ và quan hệ tình ái với Matty Walker. Matty là một phụ nữ đã kết hôn với một doanh nhân giàu có tên là Edmund Walker, ông này thường xuyên vắng nhà và chỉ trở về vào những dịp cuối tuần. Một đêm nọ, Ned đến căn biệt thư của Walker và hài hước gạ tình một phụ nữ mà anh ngộ nhận là Matty. Người phụ nữ ấy có nét giống với Matty và tên là Mary Ann Simpson, bạn học thời trung học của Matty đến ghé thăm cô. Ngay sau đó, Matty tiết lộ với Ned rằng cô muốn ly hôn với Edmund, nhưng hôn ước của họ lại ghi rằng sẽ chỉ để lại cho cô một ít tiền nếu làm vậy. Cô cũng không giấu giếm mong muốn chồng mình chết. Cuối cùng Ned đề nghị thay Matty ám sát Edmund để cô có thể thừa kế tài sản của chồng. Để thực hiện mục tiêu, anh đã tham vấn một vị khách hàng cũ ám muội tên là Teddy Lewis – một chuyên gia về các thiết bị gây cháy, và Teddy đưa cho Ned một quả bom nhưng không quên cảnh báo những gì mà vị luật sư đang mưu tính.

## Phân vai
- William Hurt vai Ned Racine
- Kathleen Turner vai Matty Tyler Walker
- Richard Crenna vai Edmund Walker
- Ted Danson vai Peter Lowenstein
- J. A. Preston vai Oscar Grace
- Mickey Rourke vai Teddy Lewis
- Kim Zimmer vai Mary Ann Simpson
- Jane Hallaren vai Stella
- Lanna Saunders vai Roz Kraft
- Carola McGuinness vai Heather Kraft
- Michael Ryan vai Miles Hardin